# سرزوواتس
سرزوواتس (به صربی: Srezovac) یک منطقهٔ مسکونی در صربستان است که در الکسیناتس واقع شده‌است. سرزوواتس ۲۳۸ نفر جمعیت دارد.